# Abbas III
Abbas III (januari 1732 – februari 1740) (Perzisch: شاه عباس سوم, Azerbeidzjaans: Abbas Mirzə Təhmasib oğlu Səfəvi) was een zoon van sjah Tahmasp II en Sjahpari Begum van de Safawieden-dynastie. Hij "regeerde" van 1732 tot 1736. Na het aan de kant zetten van zijn vader door Nader Khan (de latere Nader Sjah) werd het kind Abbas op 7 september 1732 in naam heerser van Perzië/Iran. Nader Khan, die de werkelijke machthebber was, bekleedde de posities van plaatsvervangend staatshoofd en vice-sjah. Abbas III werd in maart 1736 weer terzijde geschoven, toen Nader Khan zichzelf kroonde als Nader Sjah. Dit markeerde het officiële einde van de Safawieden-dynastie. Abbas III werd ondergebracht bij zijn vader, die in Sabzevar, in de regio Khorasan, in de gevangenis zat.
In 1738 ging Nader Sjah op campagne naar Afghanistan en India, waarbij hij zijn zoon Reza Qoli Mirza tijdens zijn afwezigheid over zijn Rijk liet regeren. Toen deze zoon hoorde dat zijn vader zou zijn overleden, bereidde hij zich voor om diens positie over te nemen. Volgens de meest betrouwbare berichtgeving zou Mohammed Hosein Khan van de Kadjaren, aan wie de zorg over Abbas III en zijn vader was toevertrouwd, Reza gewaarschuwd hebben dat de bevolking van Sabzevar in opstand zou komen na het nieuws over de dood van Nader, Tahmasp II zou bevrijden en hem weer op de troon zou zetten. Reza gaf Mohammed Hosein bevel om Tahmasp en zijn zoons te doden om dit te voorkomen. Mohammed Hosein verwurgde Tahmasp, doodde de jonge Abbas met zijn zwaard en liet ook zijn broer Esmail vermoorden. De datering van deze gebeurtenissen is onzeker, maar ze vonden vermoedelijk plaats in mei of juni 1739, de Encyclopaedia Iranica noemt echter 1740 als jaartal.